# کوروی، کوئینزلند
کوروی (به انگلیسی: Cooroy) یک شهرک در استرالیا است که در کوئینزلند واقع شده‌است.